# Addlestone & Weybridge Town Football Club
Addlestone & Weybridbge Town Football Club fue un club de fútbol de Addlestone, Inglaterra, que amplió su nombre de Addlestone Football Club en 1980. El equipo sénior del club alcanzó los cuartos de final de la FA Vase dos veces y la primera ronda de la FA Cup una vez, donde llegaron y perdieron 2-0 para forzar un empate 2-2 contra Brentford. En 1985, el club cesó por falta de dinero y el mayor éxito de los clubes rivales. El último partido tuvo lugar contra Waterlooville en condición de local el 27 de abril de 1985. El equipo jugó con la equipación íntegramente roja.

## Historia
Addlestone Football Club fue fundado en abril de 1885 por Thomas Weeding y Frederick Darling, entusiastas del fútbol local y jugaba sus partidos en Crockford Park. A principios de 1892, el club fue suspendido por la Surrey FA por vandalismo. En la temporada 1892-93, el club ganó la competencia Surrey Village. En 1895, el club había crecido lo suficiente como para ingresar a la North West Surrey League y, con ello, ingresar a la Surrey Senior Cup, donde fueron superados 9-0 por el Weybridge. El mejor resultado del club en esta liga fue tercero en la temporada 1904-05. El año 1906 vio una huelga masiva del comité y una aguda crisis financiera casi acabó con el club: se disolvió por un corto período de tiempo. Se reformó para la temporada 1908-09 y se unió a la División Two de la Surrey Junior League.
Después de la Primera Guerra Mundial el club se unió a la Surrey Intermediate League. En 1922, el club terminó subcampeón detrás de Chertsey Town y apareció en la final de la Surrey Cup Senior al año siguiente. Ese éxito animó al club a pasar a la Surrey Senior League para la temporada 1924-25. Por primera vez, el club ingresó a la FA Amateur Cup, perdiendo ante Egham Town y la FA Cup, derrotando a Weybridge en su primer partido 4-0 pero perdiendo el siguiente 6-1 ante Thornycroft Athletic. Finalizón en la parte inferior de la tabla en 1931 obligandó al club a reincorporarse a la Surrey Intermediate League.
Poco después del final de la Segunda Guerra Mundial, el club se reincorporó a la Surrey Senior League. A principios de la década de 1950, se le ofreció al club, en propiedad absoluta, un huerto en Liberty Lane, completado con la ayuda de un préstamo de la Asociación Inglesa de Fútbol, y permaneció allí hasta que el club cerró en 1985. En 1954–55 el club ingresó a la Parthenon League logrando un acabado a mitad de mesa. Los viajes adicionales resultaron demasiado para muchos jugadores, por lo que el club volvió a la Surrey Senior League dos temporadas después. En 1959–60, el equipo terminó subcampeón de Chertsey Town. La temporada siguiente, el club ganó el título, esta vez con un punto más que Croydon Amateurs y Chertsey Town, además de ganar la Surrey Charity Cup.
En 1964–65, el club se unió a la Spartan League más grande con una actuación respetable. En la próxima temporada, la reelección se evitó por poco y el club perdió 0-9 ante Woking en la FA Cup. El club fue subcampeón de 1969–70 ante el Hampton, pero ganó la copa de la liga contra ellos en Egham. La amplia Athenian League admitió al club en 1971 y el ascenso divisional se ganó tres años después. La misma temporada, Addlestone venció a Woking en la final de la Southern Combination Cup. El club terminó tercero en la primera temporada en la división superior y retuvo la Southern Combination Cup al vencer a Egham Town 2-1. El club alcanzó los cuartos de final de la FA Vase por segunda temporada consecutiva, una hazaña que nunca se repetirá. En 1977, al club se le negó la entrada a la Isthmian League en expansión y, por lo tanto, se unió a la Southern League para la temporada 1977–78. Las temporadas de malos resultados a mitad de temporada vieron, en 1980–81, un nuevo equipo de gestión y un cambio de nombre a Addlestone & Weybridge Town Football Club. Se llegó a la primera ronda propiamente dicha de la FA Cup. A pesar de sentirse atraído por estar en casa, el club decidió cambiar su partido de ida con Brentford en Griffin Park y vio un resultado de empate 2-2 pero perdió la repetición 2-0.
La temporada siguiente, el club alcanzó la cuarta ronda de clasificación y terminó noveno en la liga, ingresando así a la recién formada Southern League Premier Division. Fueron últimos y relegados la próxima temporada, pero terminaron quintos en la División Sur la temporada siguiente. La venta del terreno provocó una crisis a mitad de temporada dentro del club y se tomó la decisión de poner fin a su asociación con el pueblo de Addlestone y trasladarse a pastos nuevos. El club llegó a la final de la Surrey Senior Cup por primera vez, sin embargo, perdió 0-2 ante Sutton United.

### Otras lecturas
- Programa oficial de partidos del último partido de la AWTFC: sábado 27 de abril de 1985